# Élections cantonales de 2008 dans les Bouches-du-Rhône
Les élections cantonales ont lieu les 9 et 16 mars 2008.
Lors de ces élections, 28 des 57 cantons des Bouches-du-Rhône sont renouvelés. Elles voient la reconduction de la majorité socialiste dirigé par Jean-Noël Guérini, président du conseil général depuis 1998.

## Contexte départemental

### Assemblée départementale sortante
| Parti                                | Sigle | Sigle | Élus |
| ------------------------------------ | ----- | ----- | ---- |
| Majorité (37 sièges)                 |       |       |      |
| Parti socialiste                     |       | PS    | 22   |
| Parti communiste français            |       | PCF   | 8    |
| Divers gauche                        |       | DVG   | 6    |
| Parti radical de gauche              |       | PRG   | 1    |
| Opposition (20 sièges)               |       |       |      |
| Union pour un mouvement populaire    |       | UMP   | 12   |
| Union des démocrates et indépendants |       | UDI   | 4    |
| Divers droite                        |       | DVD   | 4    |
| Président du Conseil général         |       |       |      |
| Jean-Noël Guérini (PS)               |       |       |      |

## Résultats à l'échelle du département
| Étiquette      | Étiquette                         | Premier tour | Premier tour | Second tour | Second tour | Total |
| Étiquette      | Étiquette                         | Voix         | %            | Voix        | %           | Total |
| -------------- | --------------------------------- | ------------ | ------------ | ----------- | ----------- | ----- |
|                | Parti socialiste                  | 88 509       | 23,84        | 107 934     | 41,01       | 12    |
|                | Parti communiste français         | 59 192       | 15,94        | 19 091      | 7,25        | 4     |
|                | Divers gauche                     | 30 399       | 8,19         | 32 160      | 12,22       | 1     |
|                | Les Verts                         | 4 973        | 1,34         |             |             |       |
|                | Parti radical de gauche           | 1 602        | 0,43         |             |             |       |
|                | Extrême gauche                    | 833          | 0,22         |             |             |       |
| Gauche         | Gauche                            | 185 508      | 49,96        | 159 185     | 60,48       | 17    |
|                |                                   |              |              |             |             |       |
|                | Union pour un mouvement populaire | 96 150       | 25,9         | 88 843      | 33,76       | 8     |
|                | Front national                    | 36 264       | 9,77         | 1 826       | 0,69        | 0     |
|                | Divers droite                     | 21 737       | 5,86         | 6 870       | 2,61        | 2     |
|                | Mouvement démocrate               | 20 479       | 5,52         |             |             |       |
|                | Nouveau Centre                    | 6 690        | 1,8          | 6 445       | 2,45        | 1     |
| Droite         | Droite                            | 181 320      | 48,85        | 103 984     | 39,51       | 11    |
|                |                                   |              |              |             |             |       |
|                | Écologistes                       | 4 217        | 1,14         |             |             |       |
|                | Divers                            | 205          | 0,06         |             |             |       |
|                |                                   |              |              |             |             |       |
| Inscrits       | Inscrits                          | 626 288      | 100,00       | 487 025     | 100,00      |       |
| Abstentions    | Abstentions                       | 243 468      | 38,87        | 208 059     | 42,72       |       |
| Votants        | Votants                           | 382 820      | 61,13        | 278 966     | 57,28       |       |
| Blancs et nuls | Blancs et nuls                    | 11 570       | 3,02         | 15 797      | 5,66        |       |
| Exprimés       | Exprimés                          | 371 250      | 96,98        | 263 169     | 94,34       |       |

### Résultats en nombre de sièges
| Parti | Sièges mis en jeu | Élus | Évolution |
| ----- | ----------------- | ---- | --------- |
| UMP   | 9                 | 8    | -1        |
| PS    | 9                 | 12   | +3        |
| DVD   | 3                 | 2    | -1        |
| NC    | 1                 | 1    | =         |
| DVG   | 0                 | 1    | +1        |
| PCF   | 6                 | 4    | -2        |

### Assemblée départementale à l'issue des élections
| Parti                                | Sigle | Sigle | Élus |
| ------------------------------------ | ----- | ----- | ---- |
| Majorité (39 sièges)                 |       |       |      |
| Parti socialiste                     |       | PS    | 25   |
| Parti communiste français            |       | PCF   | 6    |
| Divers gauche                        |       | DVG   | 7    |
| Parti radical de gauche              |       | PRG   | 1    |
| Opposition (18 sièges)               |       |       |      |
| Union pour un mouvement populaire    |       | UMP   | 11   |
| Union des démocrates et indépendants |       | UDI   | 4    |
| Divers droite                        |       | DVD   | 3    |
| Président du Conseil général         |       |       |      |
| Jean-Noël Guérini (PS)               |       |       |      |

### Liste des élus
| Canton                      | Conseiller sortant       | Parti | Parti | Conseiller élu           | Parti | Parti |
| --------------------------- | ------------------------ | ----- | ----- | ------------------------ | ----- | ----- |
| Aix-en-Provence-Centre      | Bruno Genzana            |       | UMP   | Bruno Genzana            |       | UMP   |
| Aix-en-Provence-Nord-Est    | Jean-Pierre Bouvet       |       | DVD   | Jean-Pierre Bouvet       |       | DVD   |
| Arles-Est                   | Claude Vulpian           |       | PS    | Claude Vulpian           |       | PS    |
| Aubagne-Ouest               | Daniel Fontaine          |       | PCF   | Daniel Fontaine          |       | PCF   |
| Châteaurenard               | Anne-Marie Ayme-Bertrand |       | UMP   | Anne-Marie Ayme-Bertrand |       | UMP   |
| Gardanne                    | Richard Mallié           |       | UMP   | Claude Jorda             |       | PCF   |
| Istres-Nord                 | Louis Francioli          |       | UMP   | Frédéric Vigouroux       |       | PS    |
| Istres-Sud                  | Bernardin Laugier        |       | PS    | René Raimondi            |       | PS    |
| Marseille-Belsunce          | Fortuné Sportiello       |       | PS    | Josette Sportiello       |       | PS    |
| Marseille-La Belle-de-Mai   | Lisette Narducci         |       | PS    | Lisette Narducci         |       | PS    |
| Marseille-la Blancarde      | Maurice Di Nocéra        |       | NC    | Maurice Di Nocéra        |       | NC    |
| Marseille-La Pointe-Rouge   | Richard Miron            |       | UMP   | Richard Miron            |       | UMP   |
| Marseille-La Rose           | Félix Weygand            |       | PS    | Félix Weygand            |       | PS    |
| Marseille-Les Grands-Carmes | Jean-Noël Guérini        |       | PS    | Jean-Noël Guérini        |       | PS    |
| Marseille-Les Trois Lucs    | Christophe Masse         |       | PS    | Robert Assante           |       | NC    |
| Marseille-Notre-Dame-Limite | Joël Dutto               |       | PCF   | Rebia Benarioua          |       | PS    |
| Marseille-Saint-Giniez      | Dominique Tian           |       | UMP   | Martine Vassal           |       | UMP   |
| Marseille-Saint-Lambert     | Robert Assante           |       | NC    | Sabine Bernasconi        |       | UMP   |
| Marseille-Saint-Marcel      | Jean Bonat               |       | PS    | Denis Barthélemy         |       | PS    |
| Marseille-Saint-Mauront     | Jeanine Porte            |       | PCF   | Jean-François Noyes      |       | PS    |
| Marseille-Vauban            | André Malrait            |       | UMP   | André Malrait            |       | UMP   |
| Marseille-Verduron          | Henri Jibrayel           |       | PS    | Henri Jibrayel           |       | PS    |
| Martigues-Est               | Marc Frisicano           |       | PCF   | Gaby Charroux            |       | PCF   |
| Martigues-Ouest             | Evelyne Santoru          |       | PCF   | Evelyne Santoru          |       | PCF   |
| Orgon                       | Maurice Brès             |       | DVD   | Maurice Brès             |       | DVD   |
| Roquevaire                  | Francis Pellissier       |       | PCF   | Danièle Garcia           |       | PS    |
| Saintes-Maries-de-la-Mer    | Roland Chassain          |       | UMP   | Roland Chassain          |       | UMP   |
| Salon-de-Provence           | Philippe Léandri         |       | UMP   | Michel Tonon             |       | PS    |

## Résultats par canton

### Cantons de Marseille

#### Canton de Marseille-Belsunce
| Candidat       | Candidat               | Parti          | Premier tour | Premier tour | Second tour | Second tour |
| Candidat       | Candidat               | Parti          | Voix         | %            | Voix        | %           |
| -------------- | ---------------------- | -------------- | ------------ | ------------ | ----------- | ----------- |
|                | Josette Sportiello     | PS             | 3 198        | 39,65        | 5 062       | 57,67       |
|                | Jean-Michel Muracciole | UMP            | 2 236        | 27,72        | 3 715       | 42,33       |
|                | Jackie Blanc           | FN             | 797          | 9,88         |             |             |
|                | Thierry Noël           | ÉCO            | 570          | 7,07         |             |             |
|                | Emilie Parente         | PCF            | 551          | 6,83         |             |             |
|                | Otmane Aziz            | MoDem          | 516          | 6,40         |             |             |
|                | Elhaouari Kacem Cherif | DVD            | 105          | 1,30         |             |             |
|                | Abdelhamid Hammou      | DVD            | 92           | 1,14         |             |             |
|                |                        |                |              |              |             |             |
| Inscrits       | Inscrits               | Inscrits       | 14 694       | 100,00       | 14 692      | 100,00      |
| Abstention     | Abstention             | Abstention     | 6 396        | 43,53        | 5 607       | 38,16       |
| Votants        | Votants                | Votants        | 8 298        | 56,47        | 9 085       | 61,84       |
| Blancs et nuls | Blancs et nuls         | Blancs et nuls | 233          | 2,81         | 308         | 3,39        |
| Exprimés       | Exprimés               | Exprimés       | 8 065        | 97,19        | 8 777       | 96,61       |

#### Canton de Marseille-La Belle-de-Mai
|                | Lisette Narducci*     | PS             | 3 518  | 53,81  |  |  |
|                | Françoise Jupiter     | UMP            | 1 134  | 17,34  |  |  |
|                | Jean-François Veloson | FN             | 941    | 14,39  |  |  |
|                | Catherine Bartoli     | PCF            | 561    | 8,58   |  |  |
|                | Mohamed Bensaada      | MoDem          | 384    | 5,87   |  |  |
|                |                       |                |        |        |  |  |
| Inscrits       | Inscrits              | Inscrits       | 12 950 | 100,00 |  |  |
| Abstention     | Abstention            | Abstention     | 6 252  | 48,28  |  |  |
| Votants        | Votants               | Votants        | 6 698  | 51,72  |  |  |
| Blancs et nuls | Blancs et nuls        | Blancs et nuls | 160    | 2,39   |  |  |
| Exprimés       | Exprimés              | Exprimés       | 6 538  | 97,61  |  |  |

*sortant

#### Canton de Marseille-La Blancarde
| Candidat       | Candidat            | Parti          | Premier tour | Premier tour | Second tour | Second tour |
| Candidat       | Candidat            | Parti          | Voix         | %            | Voix        | %           |
| -------------- | ------------------- | -------------- | ------------ | ------------ | ----------- | ----------- |
|                | Maurice Di Nocéra*  | NC             | 4 138        | 36,98        | 6 445       | 53,86       |
|                | Clément Yana        | DVG            | 3 126        | 27,93        | 5 521       | 46,14       |
|                | Gilda Mih           | FN             | 1 249        | 11,16        |             |             |
|                | Isabelle Pasquet    | PCF            | 965          | 8,62         |             |             |
|                | Christophe Madrolle | MoDem          | 821          | 7,34         |             |             |
|                | Maryse Retali       | ÉCO            | 644          | 5,75         |             |             |
|                | Nicole Cantrel      | DVD            | 248          | 2,22         |             |             |
|                |                     |                |              |              |             |             |
| Inscrits       | Inscrits            | Inscrits       | 20 017       | 100,00       | 20 012      | 100,00      |
| Abstention     | Abstention          | Abstention     | 8 504        | 42,48        | 7 548       | 37,72       |
| Votants        | Votants             | Votants        | 11 513       | 57,52        | 12 464      | 62,28       |
| Blancs et nuls | Blancs et nuls      | Blancs et nuls | 322          | 2,80         | 498         | 4,00        |
| Exprimés       | Exprimés            | Exprimés       | 11 191       | 97,20        | 11 966      | 96,00       |

*sortant

#### Canton de Marseille-La Pointe-Rouge
| Candidat       | Candidat                | Parti          | Premier tour | Premier tour | Second tour | Second tour |
| Candidat       | Candidat                | Parti          | Voix         | %            | Voix        | %           |
| -------------- | ----------------------- | -------------- | ------------ | ------------ | ----------- | ----------- |
|                | Richard Miron*          | UMP            | 6 448        | 46,20        | 7 485       | 61,11       |
|                | Francis Allouch         | PS             | 3 334        | 23,89        | 4 763       | 38,89       |
|                | Mireille Barde          | FN             | 1 202        | 8,61         |             |             |
|                | Christian Raynaud       | MoDem          | 998          | 7,15         |             |             |
|                | Marie-Françoise Palloix | PCF            | 888          | 6,36         |             |             |
|                | Jean-Pierre Fouquet     | LV             | 634          | 4,54         |             |             |
|                | Catherine Grolière      | ÉCO            | 452          | 3,24         |             |             |
|                |                         |                |              |              |             |             |
| Inscrits       | Inscrits                | Inscrits       | 23 284       | 100,00       | 23 281      | 100,00      |
| Abstention     | Abstention              | Abstention     | 9 041        | 38,83        | 10 704      | 45,98       |
| Votants        | Votants                 | Votants        | 14 243       | 61,17        | 12 577      | 54,02       |
| Blancs et nuls | Blancs et nuls          | Blancs et nuls | 287          | 2,02         | 329         | 2,62        |
| Exprimés       | Exprimés                | Exprimés       | 13 956       | 97,98        | 12 248      | 97,38       |

*sortant

#### Canton de Marseille-La Rose
| Candidat       | Candidat         | Parti          | Premier tour | Premier tour | Second tour | Second tour |
| Candidat       | Candidat         | Parti          | Voix         | %            | Voix        | %           |
| -------------- | ---------------- | -------------- | ------------ | ------------ | ----------- | ----------- |
|                | Félix Weygand*   | PS             | 4 084        | 43,28        | 6 283       | 60,93       |
|                | Michel Bourgat   | UMP            | 2 401        | 25,44        | 4 028       | 39,07       |
|                | Stéphane Ravier  | FN             | 1 337        | 14,17        |             |             |
|                | Julien Vigier    | PCF            | 573          | 6,07         |             |             |
|                | Jean-Pierre Lévy | DVG            | 419          | 4,44         |             |             |
|                | Yasmina Bayout   | ÉCO            | 348          | 3,69         |             |             |
|                | Pascal Speter    | MoDem          | 275          | 2,91         |             |             |
|                |                  |                |              |              |             |             |
| Inscrits       | Inscrits         | Inscrits       | 18 530       | 100,00       | 18 521      | 100,00      |
| Abstention     | Abstention       | Abstention     | 8 828        | 47,64        | 7 759       | 41,89       |
| Votants        | Votants          | Votants        | 9 702        | 52,36        | 10 762      | 58,11       |
| Blancs et nuls | Blancs et nuls   | Blancs et nuls | 265          | 2,73         | 451         | 4,19        |
| Exprimés       | Exprimés         | Exprimés       | 9 437        | 97,27        | 10 311      | 95,81       |

*sortant

#### Canton de Marseille-Les Grands-Carmes
| Candidat       | Candidat              | Parti          | Premier tour | Premier tour |
| Candidat       | Candidat              | Parti          | Voix         | %            |
| -------------- | --------------------- | -------------- | ------------ | ------------ |
|                | Jean-Noël Guérini*    | PS             | 4 221        | 56,18        |
|                | Myriam Salah-Eddine   | UMP            | 1 435        | 19,10        |
|                | Gilbert Tronconi      | FN             | 650          | 8,65         |
|                | Gilles Robic          | PCF            | 491          | 6,54         |
|                | Robert Silvani        | ÉCO            | 350          | 4,66         |
|                | Bernard Pont          | MoDem          | 254          | 3,38         |
|                | Stéphanie Brun-Pothin | DVD            | 112          | 1,49         |
|                |                       |                |              |              |
| Inscrits       | Inscrits              | Inscrits       | 13 750       | 100,00       |
| Abstention     | Abstention            | Abstention     | 6 028        | 43,84        |
| Votants        | Votants               | Votants        | 7 722        | 56,16        |
| Blancs et nuls | Blancs et nuls        | Blancs et nuls | 209          | 2,71         |
| Exprimés       | Exprimés              | Exprimés       | 7 513        | 97,29        |

*sortant

#### Canton de Marseille-Les Trois Lucs
| Candidat       | Candidat          | Parti          | Premier tour | Premier tour | Second tour | Second tour |
| Candidat       | Candidat          | Parti          | Voix         | %            | Voix        | %           |
| -------------- | ----------------- | -------------- | ------------ | ------------ | ----------- | ----------- |
|                | Christophe Masse* | PS             | 4 806        | 41,22        | 6 212       | 48,78       |
|                | Robert Assante    | UMP            | 4 490        | 38,51        | 6 522       | 51,22       |
|                | Pascal Madonna    | FN             | 1 165        | 9,99         |             |             |
|                | Jeanne Nobile     | MoDem          | 735          | 6,30         |             |             |
|                | Thomas Barby      | PCF            | 463          | 3,97         |             |             |
|                |                   |                |              |              |             |             |
| Inscrits       | Inscrits          | Inscrits       | 19 930       | 100,00       | 19 928      | 100,00      |
| Abstention     | Abstention        | Abstention     | 8 013        | 40,21        | 6 830       | 34,27       |
| Votants        | Votants           | Votants        | 11 917       | 59,79        | 13 098      | 65,73       |
| Blancs et nuls | Blancs et nuls    | Blancs et nuls | 258          | 2,16         | 364         | 2,78        |
| Exprimés       | Exprimés          | Exprimés       | 11 659       | 97,84        | 12 734      | 97,22       |

*sortant

#### Canton de Marseille-Notre-Dame-Limite
| Candidat       | Candidat              | Parti          | Premier tour | Premier tour | Second tour | Second tour |
| Candidat       | Candidat              | Parti          | Voix         | %            | Voix        | %           |
| -------------- | --------------------- | -------------- | ------------ | ------------ | ----------- | ----------- |
|                | Rebia Benarioua       | PS             | 2 729        | 32,40        | 5 116       | 100,00      |
|                | Joël Dutto*           | PCF            | 1 979        | 23,49        | Retrait     | Retrait     |
|                | Olivier Piriou        | FN             | 1 389        | 16,49        |             |             |
|                | Jean-Marc Corteggiani | UMP            | 1 388        | 16,48        |             |             |
|                | Eméa Vlaemynck        | ÉCO            | 374          | 4,44         |             |             |
|                | Salim Grabsi          | MoDem          | 360          | 4,27         |             |             |
|                | Badredine Chaouy      | SE             | 205          | 2,43         |             |             |
|                |                       |                |              |              |             |             |
| Inscrits       | Inscrits              | Inscrits       | 17 121       | 100,00       | 17 120      | 100,00      |
| Abstention     | Abstention            | Abstention     | 8 406        | 49,10        | 10 043      | 58,66       |
| Votants        | Votants               | Votants        | 8 715        | 50,90        | 7 077       | 41,34       |
| Blancs et nuls | Blancs et nuls        | Blancs et nuls | 291          | 3,34         | 1 961       | 27,71       |
| Exprimés       | Exprimés              | Exprimés       | 8 424        | 96,66        | 5 116       | 72,29       |

*sortant

#### Canton de Marseille-Saint-Giniez
| Candidat       | Candidat        | Parti          | Premier tour | Premier tour |
| Candidat       | Candidat        | Parti          | Voix         | %            |
| -------------- | --------------- | -------------- | ------------ | ------------ |
|                | Martine Vassal* | UMP            | 7 384        | 58,26        |
|                | Magali Garde    | PS             | 2 664        | 21,02        |
|                | Laurent Comas   | FN             | 1 023        | 8,07         |
|                | Frédéric Teboul | MoDem          | 992          | 7,83         |
|                | Josette Seite   | PCF            | 482          | 3,80         |
|                | Brice Albertin  | DVD            | 130          | 1,03         |
|                |                 |                |              |              |
| Inscrits       | Inscrits        | Inscrits       | 22 430       | 100,00       |
| Abstention     | Abstention      | Abstention     | 9 455        | 42,15        |
| Votants        | Votants         | Votants        | 12 975       | 57,85        |
| Blancs et nuls | Blancs et nuls  | Blancs et nuls | 300          | 2,31         |
| Exprimés       | Exprimés        | Exprimés       | 12 675       | 97,69        |

*sortant

#### Canton de Marseille-Saint-Lambert
| Candidat       | Candidat            | Parti          | Premier tour | Premier tour | Second tour | Second tour |
| Candidat       | Candidat            | Parti          | Voix         | %            | Voix        | %           |
| -------------- | ------------------- | -------------- | ------------ | ------------ | ----------- | ----------- |
|                | [Sabine Bernasconi  | UMP            | 4 419        | 40,14        | 6 760       | 56,17       |
|                | Patrick Mennucci    | PS             | 3 482        | 31,63        | 5 275       | 43,83       |
|                | Élisabeth Philippe  | FN             | 999          | 9,07         |             |             |
|                | Christian Pellicani | PCF            | 891          | 8,09         |             |             |
|                | Laurence Bonnell    | MoDem          | 794          | 7,21         |             |             |
|                | Marie-Thérèse Nehme | ÉCO            | 424          | 3,85         |             |             |
|                |                     |                |              |              |             |             |
| Inscrits       | Inscrits            | Inscrits       | 18 330       | 100,00       | 18 327      | 100,00      |
| Abstention     | Abstention          | Abstention     | 7 108        | 38,78        | 5 946       | 32,44       |
| Votants        | Votants             | Votants        | 11 222       | 61,22        | 12 381      | 67,56       |
| Blancs et nuls | Blancs et nuls      | Blancs et nuls | 213          | 1,90         | 346         | 2,79        |
| Exprimés       | Exprimés            | Exprimés       | 11 009       | 98,10        | 12 035      | 97,21       |

#### Canton de Marseille-Saint-Marcel
| Candidat       | Candidat            | Parti          | Premier tour | Premier tour | Second tour | Second tour |
| Candidat       | Candidat            | Parti          | Voix         | %            | Voix        | %           |
| -------------- | ------------------- | -------------- | ------------ | ------------ | ----------- | ----------- |
|                | Denis Barthélémy    | PS             | 3 645        | 39,71        | 5 912       | 59,41       |
|                | Sylvie Carrega      | UMP            | 2 470        | 26,91        | 4 040       | 40,59       |
|                | Stéphane Durbec     | FN             | 1 343        | 14,63        |             |             |
|                | Karim Benazzoul     | PCF            | 811          | 8,84         |             |             |
|                | Jean Frizzi         | ÉCO            | 542          | 5,90         |             |             |
|                | Lachraf Timezouikht | MoDem          | 368          | 4,01         |             |             |
|                |                     |                |              |              |             |             |
| Inscrits       | Inscrits            | Inscrits       | 17 515       | 100,00       | 17 510      | 100,00      |
| Abstention     | Abstention          | Abstention     | 8 073        | 46,09        | 7 185       | 41,03       |
| Votants        | Votants             | Votants        | 9 442        | 53,91        | 10 325      | 58,97       |
| Blancs et nuls | Blancs et nuls      | Blancs et nuls | 263          | 2,79         | 373         | 3,61        |
| Exprimés       | Exprimés            | Exprimés       | 9 179        | 97,21        | 9 952       | 96,39       |

#### Canton de Marseille-Saint-Mauront
| Candidat       | Candidat                 | Parti          | Premier tour | Premier tour | Second tour | Second tour |
| Candidat       | Candidat                 | Parti          | Voix         | %            | Voix        | %           |
| -------------- | ------------------------ | -------------- | ------------ | ------------ | ----------- | ----------- |
|                | Jean-François Noyes      | PS             | 3 782        | 47,93        | 5 537       | 75,20       |
|                | Marie-Claude Aucouturier | FN             | 1 360        | 17,23        | 1 826       | 24,80       |
|                | Marie-José Cermolacce    | PCF            | 1 196        | 15,16        |             |             |
|                | Jacques Lalain           | UMP            | 963          | 12,20        |             |             |
|                | Saïd Ahamada             | MoDem          | 494          | 6,26         |             |             |
|                | Aly Coulibaly            | DVD            | 96           | 1,22         |             |             |
|                |                          |                |              |              |             |             |
| Inscrits       | Inscrits                 | Inscrits       | 17 105       | 100,00       | 17 100      | 100,00      |
| Abstention     | Abstention               | Abstention     | 8 956        | 52,36        | 9 400       | 54,97       |
| Votants        | Votants                  | Votants        | 8 149        | 47,64        | 7 700       | 45,03       |
| Blancs et nuls | Blancs et nuls           | Blancs et nuls | 258          | 3,17         | 337         | 4,38        |
| Exprimés       | Exprimés                 | Exprimés       | 7 891        | 96,83        | 7 363       | 95,62       |

#### Canton de Marseille-Vauban
| Candidat       | Candidat                | Parti          | Premier tour | Premier tour | Second tour | Second tour |
| Candidat       | Candidat                | Parti          | Voix         | %            | Voix        | %           |
| -------------- | ----------------------- | -------------- | ------------ | ------------ | ----------- | ----------- |
|                | André Malrait*          | UMP            | 4 522        | 42,40        | 5 300       | 58,34       |
|                | Robert Bismuth          | DVG            | 2 389        | 22,40        | 3 785       | 41,66       |
|                | Florence Bistagne       | MoDem          | 1 393        | 13,06        |             |             |
|                | André Perrier           | FN             | 989          | 9,27         |             |             |
|                | Mireille Mavrides       | PCF            | 858          | 8,05         |             |             |
|                | Conception Denia-Salone | ÉCO            | 513          | 4,81         |             |             |
|                |                         |                |              |              |             |             |
| Inscrits       | Inscrits                | Inscrits       | 19 533       | 100,00       | 19 532      | 100,00      |
| Abstention     | Abstention              | Abstention     | 8 603        | 44,04        | 10 160      | 52,02       |
| Votants        | Votants                 | Votants        | 10 930       | 55,96        | 9 372       | 47,98       |
| Blancs et nuls | Blancs et nuls          | Blancs et nuls | 266          | 2,43         | 287         | 3,06        |
| Exprimés       | Exprimés                | Exprimés       | 10 664       | 97,57        | 9 085       | 96,94       |

*sortant

#### Canton de Marseille-Verduron
| Candidat       | Candidat         | Parti          | Premier tour | Premier tour | Second tour | Second tour |
| Candidat       | Candidat         | Parti          | Voix         | %            | Voix        | %           |
| -------------- | ---------------- | -------------- | ------------ | ------------ | ----------- | ----------- |
|                | Henri Jibrayel*  | PS             | 4 606        | 47,91        | 5 986       | 100,00      |
|                | Bernard Marty    | PCF            | 1 639        | 17,05        | Retrait     | Retrait     |
|                | Joëlle Dumon     | UMP            | 1 457        | 15,16        |             |             |
|                | Bernard Marandat | FN             | 1 284        | 13,36        |             |             |
|                | Malika Hadbi     | MoDem          | 627          | 6,52         |             |             |
|                |                  |                |              |              |             |             |
| Inscrits       | Inscrits         | Inscrits       | 18 612       | 100,00       | 18 606      | 100,00      |
| Abstention     | Abstention       | Abstention     | 8 732        | 46,92        | 10 886      | 58,51       |
| Votants        | Votants          | Votants        | 9 880        | 53,08        | 7 720       | 41,49       |
| Blancs et nuls | Blancs et nuls   | Blancs et nuls | 267          | 2,70         | 1 734       | 22,46       |
| Exprimés       | Exprimés         | Exprimés       | 9 613        | 97,30        | 5 986       | 77,54       |

*sortant

### Cantons hors Marseille

#### Canton d'Aix-en-Provence-Centre
| Candidat       | Candidat              | Parti          | Premier tour | Premier tour | Second tour | Second tour |
| Candidat       | Candidat              | Parti          | Voix         | %            | Voix        | %           |
| -------------- | --------------------- | -------------- | ------------ | ------------ | ----------- | ----------- |
|                | Bruno Genzana*        | DVD            | 5 233        | 41,17        | 6 870       | 51,43       |
|                | Jacques Agopian       | PS             | 3 768        | 29,64        | 6 487       | 48,57       |
|                | Danielle Rumani Elbez | PRG            | 1 602        | 12,60        |             |             |
|                | Michèle Ceccaldi      | FN             | 1 090        | 8,58         |             |             |
|                | Jérôme Pech           | PCF            | 702          | 5,52         |             |             |
|                | Mathieu Morateur      | DVD            | 316          | 2,49         |             |             |
|                |                       |                |              |              |             |             |
| Inscrits       | Inscrits              | Inscrits       | 24 429       | 100,00       | 24 430      | 100,00      |
| Abstention     | Abstention            | Abstention     | 11 175       | 45,74        | 10 181      | 58,51       |
| Votants        | Votants               | Votants        | 13 254       | 54,26        | 14 249      | 41,49       |
| Blancs et nuls | Blancs et nuls        | Blancs et nuls | 543          | 4,10         | 892         | 6,26        |
| Exprimés       | Exprimés              | Exprimés       | 12 711       | 95,90        | 13 357      | 93,74       |

*sortant

#### Canton d'Aix-en-Provence-Nord-Est
| Candidat       | Candidat            | Parti          | Premier tour | Premier tour | Second tour | Second tour |
| Candidat       | Candidat            | Parti          | Voix         | %            | Voix        | %           |
| -------------- | ------------------- | -------------- | ------------ | ------------ | ----------- | ----------- |
|                | Jean-Pierre Bouvet* | UMP            | 10 721       | 46,55        | 13 681      | 57,27       |
|                | Henry Lombard       | PS             | 6 476        | 28,12        | 10 206      | 42,73       |
|                | Monique Le Guillou  | LV             | 2 915        | 12,66        |             |             |
|                | Isabelle Mohr       | FN             | 1 525        | 6,62         |             |             |
|                | Jessica Jade        | PCF            | 1 395        | 6,06         |             |             |
|                |                     |                |              |              |             |             |
| Inscrits       | Inscrits            | Inscrits       | 39 895       | 100,00       | 39 895      | 100,00      |
| Abstention     | Abstention          | Abstention     | 16 278       | 40,80        | 15 231      | 58,51       |
| Votants        | Votants             | Votants        | 23 617       | 59,20        | 24 664      | 41,49       |
| Blancs et nuls | Blancs et nuls      | Blancs et nuls | 585          | 2,48         | 777         | 3,15        |
| Exprimés       | Exprimés            | Exprimés       | 23 032       | 97,52        | 23 887      | 96,85       |

*sortant

#### Canton d'Arles-Est
| Candidat       | Candidat         | Parti          | Premier tour | Premier tour | Second tour | Second tour |
| Candidat       | Candidat         | Parti          | Voix         | %            | Voix        | %           |
| -------------- | ---------------- | -------------- | ------------ | ------------ | ----------- | ----------- |
|                | Claude Vulpian*  | PS             | 9 445        | 48,03        | 9 516       | 100,00      |
|                | Nicolas Koukas   | PCF            | 3 314        | 16,83        | Retrait     | Retrait     |
|                | André Cargnino   | MoDem          | 2 552        | 12,98        |             |             |
|                | Gérard David     | FN             | 1 619        | 8,23         |             |             |
|                | Marguerite Arsac | DVD            | 1 434        | 7,29         |             |             |
|                | Andrée Cuccia    | DVD            | 1 301        | 6,62         |             |             |
|                |                  |                |              |              |             |             |
| Inscrits       | Inscrits         | Inscrits       | 30 417       | 100,00       | 30 414      | 100,00      |
| Abstention     | Abstention       | Abstention     | 10 058       | 33,07        | 19 683      | 64,72       |
| Votants        | Votants          | Votants        | 20 359       | 66,93        | 10 731      | 35,28       |
| Blancs et nuls | Blancs et nuls   | Blancs et nuls | 694          | 3,41         | 1 215       | 11,32       |
| Exprimés       | Exprimés         | Exprimés       | 19 665       | 96,59        | 9 516       | 88,68       |

*sortant

#### Canton d'Aubagne-Ouest
| Candidat       | Candidat           | Parti          | Premier tour | Premier tour | Second tour | Second tour |
| Candidat       | Candidat           | Parti          | Voix         | %            | Voix        | %           |
| -------------- | ------------------ | -------------- | ------------ | ------------ | ----------- | ----------- |
|                | Daniel Fontaine*   | PCF            | 8 726        | 48,94        | 10 466      | 59,41       |
|                | Gérard Gazay       | UMP            | 4 578        | 25,67        | 7 150       | 40,59       |
|                | Joëlle Mélin       | FN             | 1 939        | 10,87        |             |             |
|                | Jean-Marie Orihuel | MoDem          | 1 755        | 9,84         |             |             |
|                | Philippe Froissart | EXG            | 833          | 4,67         |             |             |
|                |                    |                |              |              |             |             |
| Inscrits       | Inscrits           | Inscrits       | 29 245       | 100,00       | 29 245      | 100,00      |
| Abstention     | Abstention         | Abstention     | 10 926       | 37,36        | 11 049      | 37,78       |
| Votants        | Votants            | Votants        | 18 319       | 62,64        | 18 196      | 62,22       |
| Blancs et nuls | Blancs et nuls     | Blancs et nuls | 488          | 2,66         | 580         | 3,19        |
| Exprimés       | Exprimés           | Exprimés       | 17 831       | 97,34        | 17 616      | 96,81       |

*sortant

#### Canton de Châteaurenard
| Candidat       | Candidat             | Parti          | Premier tour | Premier tour |
| Candidat       | Candidat             | Parti          | Voix         | %            |
| -------------- | -------------------- | -------------- | ------------ | ------------ |
|                | Anne-Marie Bertrand* | UMP            | 8 540        | 50,23        |
|                | Josette Seite        | PCF            | 4 796        | 28,21        |
|                | Laurent Comas        | FN             | 2 540        | 14,94        |
|                | Robert Anastasi      | MoDem          | 1 125        | 6,62         |
|                |                      |                |              |              |
| Inscrits       | Inscrits             | Inscrits       | 25 604       | 100,00       |
| Abstention     | Abstention           | Abstention     | 8 030        | 31,36        |
| Votants        | Votants              | Votants        | 17 574       | 68,64        |
| Blancs et nuls | Blancs et nuls       | Blancs et nuls | 573          | 3,26         |
| Exprimés       | Exprimés             | Exprimés       | 17 001       | 96,74        |

*sortant

#### Canton de Gardanne
| Candidat       | Candidat                | Parti          | Premier tour | Premier tour | Second tour | Second tour |
| Candidat       | Candidat                | Parti          | Voix         | %            | Voix        | %           |
| -------------- | ----------------------- | -------------- | ------------ | ------------ | ----------- | ----------- |
|                | Richard Mallié*         | UMP            | 7 558        | 36,93        | 8 061       | 48,32       |
|                | Claude Jorda            | PCF            | 4 471        | 21,85        | 8 621       | 51,90       |
|                | Michel Boyer            | PS             | 3 747        | 18,31        | Retrait     | Retrait     |
|                | Alain Chamberlin        | FN             | 1 517        | 7,41         |             |             |
|                | François-Michel Lambert | Verts          | 1 424        | 6,96         |             |             |
|                | Bernard Montagna        | DVD            | 1 091        | 5,33         |             |             |
|                | Hervé Serekian          | DVD            | 657          | 5,33         |             |             |
|                |                         |                |              |              |             |             |
| Inscrits       | Inscrits                | Inscrits       | 33 591       | 100,00       | 33 589      | 100,00      |
| Abstention     | Abstention              | Abstention     | 12 560       | 37,39        | 16 157      | 48,10       |
| Votants        | Votants                 | Votants        | 21 031       | 62,61        | 17 432      | 51,90       |
| Blancs et nuls | Blancs et nuls          | Blancs et nuls | 566          | 2,69         | 750         | 4,31        |
| Exprimés       | Exprimés                | Exprimés       | 20 465       | 97,31        | 16 682      | 95,70       |

*sortant

#### Canton d'Istres-Nord
| Candidat       | Candidat           | Parti          | Premier tour | Premier tour | Second tour | Second tour |
| Candidat       | Candidat           | Parti          | Voix         | %            | Voix        | %           |
| -------------- | ------------------ | -------------- | ------------ | ------------ | ----------- | ----------- |
|                | Frédéric Vigouroux | PS             | 4 395        | 18,31        | 8 321       | 18,31       |
|                | Louis Francioli*   | UMP            | 3 988        | 36,93        | 6 498       | 48,32       |
|                | Cécile Dumas       | PCF            | 2 789        | 19,22        | 4           | 0,03        |
|                | Guy Thieriet       | FN             | 1 962        | 13,52        |             |             |
|                | Pierre Garcia      | MoDem          | 850          | 5,86         |             |             |
|                | Bernard Pignolo    | DVG            | 525          | 3,62         |             |             |
|                |                    |                |              |              |             |             |
| Inscrits       | Inscrits           | Inscrits       | 23 063       | 100,00       | 23 062      | 100,00      |
| Abstention     | Abstention         | Abstention     | 7 719        | 33,47        | 7 084       | 30,72       |
| Votants        | Votants            | Votants        | 15 344       | 66,53        | 15 978      | 69,28       |
| Blancs et nuls | Blancs et nuls     | Blancs et nuls | 835          | 5,44         | 1 155       | 7,23        |
| Exprimés       | Exprimés           | Exprimés       | 14 509       | 94,56        | 14 823      | 92,77       |

*sortant

#### Canton d'Istres-Sud
| Candidat       | Candidat            | Parti          | Premier tour | Premier tour | Second tour | Second tour |
| Candidat       | Candidat            | Parti          | Voix         | %            | Voix        | %           |
| -------------- | ------------------- | -------------- | ------------ | ------------ | ----------- | ----------- |
|                | Nicole Joulia       | DVG            | 7 754        | 31,33        | 10 863      | 46,44       |
|                | René Raimondi       | PS             | 7 680        | 31,03        | 12 530      | 53,56       |
|                | Philippe Maurizot   | UMP            | 2 880        | 11,64        |             |             |
|                | José Rodriguez      | FN             | 1 828        | 7,39         |             |             |
|                | Jean Fayolle        | MoDem          | 1 655        | 6,69         |             |             |
|                | Jacly Chevalier     | PCF            | 1 436        | 5,80         |             |             |
|                | Joseph Scognamiglio | DVD            | 1 065        | 4,30         |             |             |
|                | Eric Martone        | DVD            | 452          | 1,83         |             |             |
|                |                     |                |              |              |             |             |
| Inscrits       | Inscrits            | Inscrits       | 38 022       | 100,00       | 38 025      | 100,00      |
| Abstention     | Abstention          | Abstention     | 12 195       | 32,07        | 12 883      | 33,88       |
| Votants        | Votants             | Votants        | 25 827       | 67,93        | 25 142      | 66,12       |
| Blancs et nuls | Blancs et nuls      | Blancs et nuls | 1 077        | 4,17         | 1 749       | 6,96        |
| Exprimés       | Exprimés            | Exprimés       | 24 750       | 95,83        | 23 393      | 93,04       |

*sortant

#### Canton de Martigues-Est
| Candidat       | Candidat          | Parti          | Premier tour | Premier tour |
| Candidat       | Candidat          | Parti          | Voix         | %            |
| -------------- | ----------------- | -------------- | ------------ | ------------ |
|                | Gaby Charroux     | PCF            | 8 577        | 52,66        |
|                | Mathias Pétricoul | UMP            | 4 520        | 27,75        |
|                | Christian Caroz   | DVG            | 1 495        | 9,18         |
|                | Frédéric Laupies  | FN             | 983          | 6,03         |
|                | Francis Lopez     | MoDem          | 714          | 4,38         |
|                |                   |                |              |              |
| Inscrits       | Inscrits          | Inscrits       | 25 559       | 100,00       |
| Abstention     | Abstention        | Abstention     | 8 808        | 34,46        |
| Votants        | Votants           | Votants        | 16 751       | 65,54        |
| Blancs et nuls | Blancs et nuls    | Blancs et nuls | 462          | 2,76         |
| Exprimés       | Exprimés          | Exprimés       | 16 289       | 97,24        |

#### Canton de Martigues-Ouest
| Candidat       | Candidat              | Parti          | Premier tour | Premier tour |
| Candidat       | Candidat              | Parti          | Voix         | %            |
| -------------- | --------------------- | -------------- | ------------ | ------------ |
|                | Évelyne Santoru Joly* | PCF            | 7 091        | 62,21        |
|                | Jean-Philippe Garcia  | PS             | 1 548        | 13,58        |
|                | Frédéric Laupies      | FN             | 1 058        | 9,28         |
|                | Bruno Cipriani        | MoDem          | 865          | 7,59         |
|                | Guy Dancarville       | UMP            | 837          | 7,34         |
|                |                       |                |              |              |
| Inscrits       | Inscrits              | Inscrits       | 18 666       | 100,00       |
| Abstention     | Abstention            | Abstention     | 6 807        | 36,47        |
| Votants        | Votants               | Votants        | 11 859       | 63,53        |
| Blancs et nuls | Blancs et nuls        | Blancs et nuls | 460          | 3,88         |
| Exprimés       | Exprimés              | Exprimés       | 11 399       | 96,12        |

*sortant

#### Canton d'Orgon
| Candidat       | Candidat           | Parti          | Premier tour | Premier tour |
| Candidat       | Candidat           | Parti          | Voix         | %            |
| -------------- | ------------------ | -------------- | ------------ | ------------ |
|                | Maurice Bres*      | DVD            | 6 093        | 51,84        |
|                | Jacques Rousset    | PCF            | 2 577        | 21,93        |
|                | Jeanne Martel Naud | FN             | 1 636        | 13,92        |
|                | Jacky Tallet       | DVD            | 848          | 7,22         |
|                | Jacques Varranini  | MoDem          | 599          | 5,10         |
|                |                    |                |              |              |
| Inscrits       | Inscrits           | Inscrits       | 17 592       | 100,00       |
| Abstention     | Abstention         | Abstention     | 5 401        | 30,70        |
| Votants        | Votants            | Votants        | 12 191       | 69,30        |
| Blancs et nuls | Blancs et nuls     | Blancs et nuls | 438          | 3,59         |
| Exprimés       | Exprimés           | Exprimés       | 11 753       | 96,41        |

*sortant

#### Canton de Roquevaire
| Candidat       | Candidat        | Parti          | Premier tour | Premier tour | Second tour | Second tour |
| Candidat       | Candidat        | Parti          | Voix         | %            | Voix        | %           |
| -------------- | --------------- | -------------- | ------------ | ------------ | ----------- | ----------- |
|                | Danièle Garcia  | DVG            | 6 762        | 31,42        | 11 991      | 66,93       |
|                | Patrick Pin     | DVG            | 5 915        | 27,49        | Retrait     | Retrait     |
|                | André Niel      | UMP            | 4 769        | 22,16        | 5 926       | 33,07       |
|                | Édouard Gorski  | FN             | 2 071        | 9,62         |             |             |
|                | Paul Delbosc    | MoDem          | 2 003        | 5,86         |             |             |
|                | Bernard Pignolo | DVD            | 525          | 3,62         |             |             |
|                |                 |                |              |              |             |             |
| Inscrits       | Inscrits        | Inscrits       | 33 438       | 100,00       | 33 425      | 100,00      |
| Abstention     | Abstention      | Abstention     | 11 186       | 43,39        | 14 504      | 30,72       |
| Votants        | Votants         | Votants        | 22 252       | 66,55        | 18 921      | 56,61       |
| Blancs et nuls | Blancs et nuls  | Blancs et nuls | 732          | 3,29         | 1 004       | 5,31        |
| Exprimés       | Exprimés        | Exprimés       | 21 520       | 96,71        | 17 917      | 94,69       |

#### Canton de Saintes-Maries-de-la-Mer
| Candidat       | Candidat         | Parti          | Premier tour | Premier tour |
| Candidat       | Candidat         | Parti          | Voix         | %            |
| -------------- | ---------------- | -------------- | ------------ | ------------ |
|                | Roland Chassain* | UMP            | 1 327        | 60,32        |
|                | Josette Seite    | DVG            | 497          | 22,59        |
|                | Robert Anastasi  | MoDem          | 376          | 17,09        |
|                |                  |                |              |              |
| Inscrits       | Inscrits         | Inscrits       | 25 604       | 100,00       |
| Abstention     | Abstention       | Abstention     | 8 030        | 31,36        |
| Votants        | Votants          | Votants        | 17 574       | 68,64        |
| Blancs et nuls | Blancs et nuls   | Blancs et nuls | 36           | 1,61         |
| Exprimés       | Exprimés         | Exprimés       | 2 200        | 98,39        |

*sortant

#### Canton de Salon-de-Provence
| Candidat       | Candidat          | Parti          | Premier tour | Premier tour | Second tour | Second tour |
| Candidat       | Candidat          | Parti          | Voix         | %            | Voix        | %           |
| -------------- | ----------------- | -------------- | ------------ | ------------ | ----------- | ----------- |
|                | Michel Tonon      | PS             | 7 381        | 36,34        | 10 728      | 52,58       |
|                | Nicolas Isnard    | UMP            | 5 685        | 27,99        | 9 677       | 48,32       |
|                | Philippe Léandri* | DVD            | 3 003        | 14,79        | Retrait     | Retrait     |
|                | Claude Cortesi    | MoDem          | 1 526        | 7,51         |             |             |
|                | Olivier Lopez     | PCF            | 970          | 4,78         |             |             |
|                | Philippe Adam     | DVD            | 906          | 4,46         |             |             |
|                | Yves Reyre        | FN             | 768          | 3,78         |             |             |
|                | Adrien Femenia    | DVD            | 72           | 0,35         |             |             |
|                |                   |                |              |              |             |             |
| Inscrits       | Inscrits          | Inscrits       | 23 063       | 100,00       | 23 062      | 100,00      |
| Abstention     | Abstention        | Abstention     | 7 719        | 33,47        | 7 084       | 30,72       |
| Votants        | Votants           | Votants        | 15 344       | 66,53        | 15 978      | 69,28       |
| Blancs et nuls | Blancs et nuls    | Blancs et nuls | 835          | 5,44         | 1 155       | 7,23        |
| Exprimés       | Exprimés          | Exprimés       | 14 509       | 94,56        | 14 823      | 92,77       |

*sortant